# Umberto Bossi
Umberto Bossi (Cassano Magnago, 19 settembre 1941) è un politico e giornalista italiano, è stato ministro, senatore, deputato e europarlamentare della Repubblica, fondatore della Lega Nord, di cui è stato segretario federale fino al 2012 ed è attualmente presidente a vita; è stato anche Ministro delle Riforme per il Federalismo.
È stato eletto per la prima volta al Senato nel 1987 (X legislatura); da ciò deriva il suo soprannome "Il Senatùr" (lombardo per Senatore), usato soprattutto nel gergo giornalistico. Dal 1992 ha ricoperto per sette volte la carica di deputato (XI, XII, XIII, XIV, XVI, XVII e XIX) e un'altra volta quella di senatore (XVIII). Per tre volte ha ricoperto la carica di parlamentare europeo.
È entrato nel governo per la prima volta nel 2001, quando fu nominato Ministro per le riforme Istituzionali e la devoluzione nel governo Berlusconi II.
Il 5 aprile 2012, a seguito dello scandalo dovuto a una presunta distrazione di fondi del partito a favore della sua famiglia, ha rassegnato le dimissioni da segretario della Lega Nord, carica che aveva assunto nel 1989. Da allora ricopre un ruolo più marginale all'interno del partito, del quale rimane comunque presidente a vita.

## Biografia

### Gli anni giovanili
Nacque il 19 settembre 1941 a Cassano Magnago (Varese), primo figlio dell'operaio tessile Ambrogio Bossi (1909-1989) e della portinaia Ida Mauri (1918-2013); dopo di lui nacquero i fratelli Franco (1947-2021) e Angela (1951). Dopo aver conseguito la maturità scientifica, s'iscrisse alla facoltà di medicina all'Università di Pavia, senza tuttavia terminare gli studi. È lo stesso Bossi a dichiarare: «Ho fatto l'operaio, il perito tecnico, ho lavorato nell'informatica, ho studiato medicina a Pavia, ho insegnato matematica e fisica».
Bossi ebbe una breve esperienza come cantautore, col nome d'arte di Donato; nel 1961 partecipò insieme al suo complesso al Festival di Castrocaro. Sempre accompagnato dall'orchestra di D. U. Mazzucchelli, incise nel 1961 per la Caruso, l'etichetta del maestro Vitaliano Caruso, un disco 45 giri con i brani Ebbro (boogie woogie) e Sconforto (rock-slow), dei quali era co-autore con Mazzucchelli. Bossi è stato anche autore di poesie in lingua lombarda. Una di queste, Scioperu in dur Baset ("Sciopero alla Bassetti"), fu pubblicata nel gennaio 1982 su Ul bartavèll, rivista politico-culturale varesina. Bossi frequentava gli incontri organizzati dal circolo filologico locale sulla storia e gli idiomi del territorio.
Il 31 agosto 1975 Bossi si sposò con Gigliola Guidali, commessa di Gallarate, sua compagna da cinque anni. Bossi aveva 34 anni, era iscritto alla facoltà di medicina e non aveva un lavoro fisso. Il 6 maggio 1979 i coniugi Bossi ebbero un figlio: Riccardo. Nel 1982 la moglie chiese ed ottenne la separazione; più tardi, in un'intervista, raccontò di aver voluto separarsi dopo aver scoperto che Bossi, che usciva tutte le mattine di casa con la valigetta da medico dicendole «Ciao amore, vado in ospedale», in realtà non solo non lavorava come medico, ma non si era nemmeno laureato, in quanto gli mancavano sei esami (al riguardo, alcuni articoli giornalistici suggeriscono che avrebbe lasciato credere di svolgere la professione medica per un certo lasso di tempo). In una conferenza dove parlava di glottologia, Bossi conobbe Manuela Marrone, di origini siciliane, che il 21 gennaio 1994 divenne la sua seconda moglie e dalla quale ebbe tre figli: Renzo, Roberto Libertà ed Eridano Sirio.

### Gli inizi dell'impegno in politica
Esistono diverse testimonianze della militanza di Bossi a sinistra negli anni giovanili, anche se non fu un sessantottino. Nei primi anni '70 militò, in rapida successione, nel gruppo comunista de Il manifesto, nel Partito di Unità Proletaria per il Comunismo, nell'ARCI e nei movimenti ambientalisti. Nel 1975 risultava iscritto al Partito Comunista Italiano (PCI), previo versamento di un contributo d'iscrizione presso la sezione locale di Verghera di Samarate. Dai registri ufficiali dell'organizzazione risultava essere registrato in qualità di medico, pur non avendo mai conseguito il titolo abilitante all'esercizio della professione. Inizialmente negata la militanza comunista, lo stesso ammise che per alcuni mesi, tra il 1974 e 1975, fu impegnato in un'iniziativa di solidarietà del PCI di Verghera di Samarate, collaborando all'organizzazione di una raccolta di fondi a sostegno dei dissidenti del regime dittatoriale di Pinochet. Il conferimento della tessera potrebbe essere avvenuto per l'impegno svolto a favore del partito.
Il suo incontro con le idee autonomiste e federaliste avvenne per caso nel 1979, a 38 anni: un giorno, entrando nell'Università di Pavia, notò un avviso dell'Union Valdôtaine, partito autonomista della Valle d'Aosta. Conobbe il leader Bruno Salvadori. Bossi decise immediatamente di unirsi alla sua causa e si attivò per la creazione di una rete di movimenti autonomisti dell'Italia settentrionale. Nello stesso anno conobbe Roberto Maroni, con cui cominciò un lungo sodalizio politico. Bossi partecipò, inviato da Salvadori, alle riunioni dell'Unione Ossolana per l'Autonomia, partito autonomista della Val d'Ossola. Ispirato dall'attività di tale movimento, nel 1980 Bossi creò la sua prima sigla politica: l'Unione Nord Occidentale Lombarda per l'Autonomia, il cui acronimo "UNOLPA" lo scelse «anche per assonanza con la sigla UOPA». Insieme a Salvadori e Maroni fondò la società editoriale Nord Ovest, che editò la rivista Nord Ovest: «Mi misi con lui [Salvadori] a fare il giornale, però non avevo ancora deciso di dedicarmi solo al federalismo». L'8 giugno 1980 Salvadori morì in un incidente automobilistico e il giornale cessò di esistere, in quanto finanziato dallo stesso Salvadori. «Mi mancava qualche esame alla laurea, ma decisi di buttare tutta la mia vita per togliermi quel chiodo».
Nel 1982 Bossi creò un nuovo giornale: Lombardia Autonomista. Il primo numero uscì nel marzo 1982 come supplemento di Rinascita Piemontese di Roberto Gremmo. Alle elezioni politiche del 1983 si presentò in alcune circoscrizioni della Lombardia, insieme ad altri autonomisti, sotto il simbolo della Lista per Trieste, senza essere eletto (nella circoscrizione Como-Sondrio-Varese ottenne 157 preferenze: «Sapevo che lo facevo solo per portare la valigia e fare esperienza», si presentò anche nella circoscrizione Mantova-Cremona con 3 preferenze e nella circoscrizione Milano-Pavia con 6). Il 12 aprile 1984 Bossi fondò la Lega Autonomista Lombarda, che sarebbe poi divenuta la Lega Lombarda; ne venne eletto segretario nazionale e tale rimase fino al 1993, prima di dar vita al progetto della Lega Nord e lasciare la Lega Lombarda nelle mani del nuovo segretario Luigi Negri. Firmarono l'atto di fondazione, davanti a un notaio di Varese, Umberto Bossi, la sua compagna Manuela Marrone, Pierangelo Brivio, Giuseppe Leoni, Marino Moroni ed Emilio Sogliaghi. Marrone mise a disposizione la propria abitazione per le riunioni del movimento. La neonata formazione partecipò alle elezioni europee del 1984, in alleanza con altri movimenti regionali e autonomisti, quali la Liga Veneta, il Partito del Popolo Trentino Tirolese e il Moviment d'Arnàssita Piemontèisa, sotto il nome della lista Liga Veneta - Unione per l'Europa Federalista. Bossi ottenne 1621 preferenze.
Alle elezioni amministrative del 1985 la Lega elesse i primi rappresentanti nei comuni di Varese e Gallarate e nella provincia di Varese, mentre alle elezioni regionali non ebbe successo, conseguendo 943 preferenze nella provincia di Varese senza essere eletto.
Alle elezioni politiche del 1987 Bossi si candidò sia alla Camera, ottenendo 9.115 preferenze e conseguendo un seggio nella circoscrizione Como-Sondrio-Varese (poi assegnato a Giuseppe Leoni in sua sostituzione), che al Senato della Repubblica, venendo eletto per la prima volta senatore nel collegio di Varese, fatto che gli valse il soprannome di Senatùr (senatore in dialetto varesotto), con cui è conosciuto ancora oggi, nonostante sia stato più anni alla Camera che a Palazzo Madama.

### La Lega Nord
Alla fine degli anni '80, visto anche il progressivo successo della Lega Lombarda a livello regionale, portò avanti il suo progetto politico di unire i vari movimenti politici autonomisti dell'Italia settentrionale, che si tradusse nella creazione dell'Alleanza Nord alle elezioni europee del 1989, che videro l'elezione di Bossi al Parlamento europeo grazie alle 68.519 preferenze raccolte nella circoscrizione Italia nord-occidentale. Il 4 dicembre di quell'anno Bossi fondò la Lega Nord, di cui venne nominato segretario federale al raduno di Pontida. L'anno successivo fu eletto consigliere comunale a Milano, dove la Lega ottenne l'11,95%.
Alle politiche del 1992 Bossi venne rieletto, questa volta alla Camera dei deputati, con 239798 preferenze, una delle cifre più alte di tutta Italia. Nello stesso anno esplosero le inchieste epocali di Tangentopoli, evento che videro Bossi inizialmente fra i più convinti sostenitori del pool di Milano (i magistrati della procura di Milano intenti a indagare sui fenomeni di corruzione). Ma anche Bossi e la sua Lega vennero coinvolti nel 1993 per una questione legata a un finanziamento illecito di 200.000.000 di lire, ricevuti dagli allora dirigenti del colosso chimico Montedison. Fino ad allora Bossi aveva sostenuto la linea del pool di Milano, partecipando a una manifestazione con il Movimento Sociale Italiano, il Partito Democratico della Sinistra e la Federazione dei Verdi. Emblematica fu alla Camera dei deputati l'agitazione di una corda a forma di cappio da parte di Luca Leoni Orsenigo. Il 5 gennaio 1994, durante il processo Enimont, Bossi ammise il finanziamento illecito tramite una tangente ricevuta dalla Montedison. Nel 1995 venne condannato per violazione della legge sul finanziamento pubblico ai partiti a 8 mesi, pena confermata in appello nel 1997 e in cassazione l'anno dopo.

#### Breve alleanza con Forza Italia nel 1994

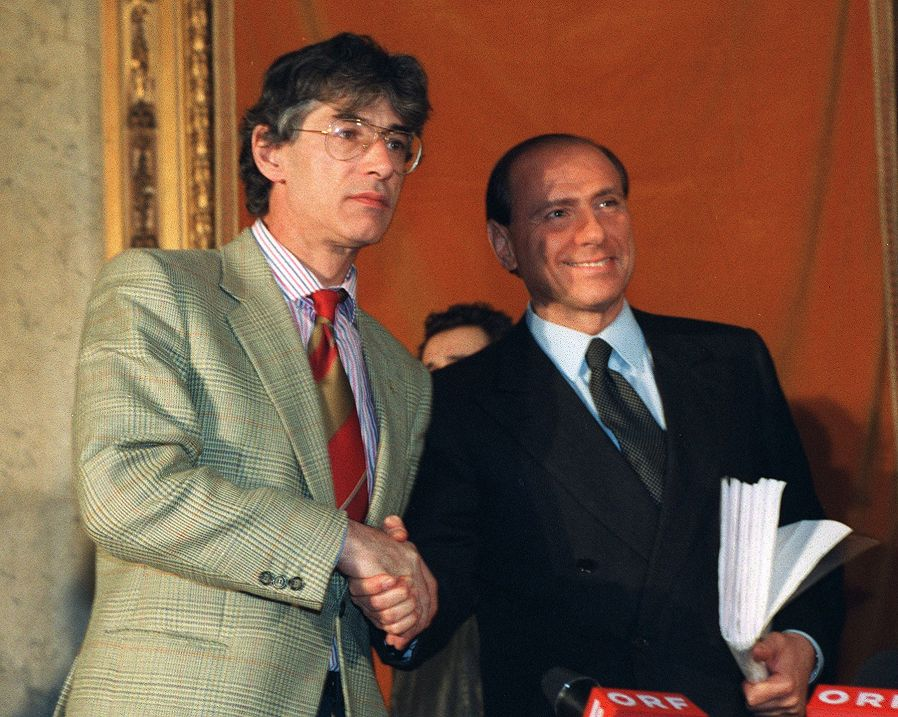
Bossi che stringe la mano a Silvio Berlusconi.

Nello stesso anno avviò a nord con Forza Italia, il nuovo partito politico fondato dall'imprenditore Silvio Berlusconi, la coalizione elettorale denominata Polo delle Libertà, che assieme al Movimento Sociale Italiano, alleato con Forza Italia nel centro-sud, vinse le elezioni politiche di marzo, andando al governo. Bossi stesso fu rieletto alla Camera nel collegio elettorale Milano 1 con il 48,72%, superando Franco Bassanini dei Progressisti (25,43%) e l'ex calciatore del Milan Gianni Rivera, candidato del Patto per l'Italia (11,84%). Nel giugno dello stesso anno ottenne 387.546 preferenze nella circoscrizione Italia nord-orientale alle elezioni europee, venendo eletto. Il 24 agosto 1994 Bossi apparve in TV da Porto Cervo per rilasciare delle dichiarazioni politiche in canottiera. L'inusualità della veste lo renderà molto popolare. Il governo Berlusconi venne sfiduciato il 22 dicembre 1994. In quell'occasione Bossi staccò il suo partito dalla coalizione, presentando una mozione di sfiducia. Secondo Vittorio Feltri, Bossi, preoccupato «all'idea che Forza Italia gli rubasse consensi al Nord, si lasciò persuadere dal capo dello Stato Oscar Luigi Scalfaro, da Rocco Buttiglione e da Massimo D'Alema a uscire dalla maggioranza, a unirsi strategicamente alla sinistra e a mandare in minoranza Berlusconi». L'atto viene denominato dai mass media "ribaltone".

#### Rapporto con Gianfranco Miglio
Nel 1990 cominciò un rapporto di collaborazione tra Bossi e Gianfranco Miglio, politologo, docente dell'Università Cattolica del Sacro Cuore e convinto federalista, che a seguito di ciò iniziò a venire chiamato col soprannome lombardo di Profesùr (professore; in analogia con il Senatùr di Bossi). Nel 1992 Miglio fu eletto senatore come indipendente nelle file della Lega. Il suo impegno politico fu finalizzato all'elaborazione di un progetto di riforma federale fondato sul ruolo costituzionale assegnato all'autorità federale e a quella delle macroregioni o cantoni (Padania al nord, Etruria al centro, Mediterranea al sud, oltre alle cinque regioni a statuto speciale). Miglio presentò i punti salienti del progetto al congresso del partito ad Assago nel 1993. Il decalogo di Assago venne fatto proprio dalla Lega Nord solo marginalmente: Bossi preferì infatti seguire una politica di contrattazione con lo Stato centrale che mirasse al rafforzamento delle autonomie regionali.
La crepa nei rapporti tra i due si acuì dopo le politiche del 1994, quando Miglio si mostrò contrario sia ad allearsi con Forza Italia che ad entrare nel governo Berlusconi e, inoltre, non gradì che per il ruolo di ministro delle riforme istituzionali fosse stato scelto Francesco Speroni al suo posto. Bossi reagì spiegando: «Capisco che Miglio sia rimasto un po' irritato perché non è diventato ministro, ma non si può dire che non abbiamo difeso la sua candidatura. Il punto è che era molto difficile sostenerla, perché c'era la pregiudiziale di Berlusconi e di Fini contro di lui. Di fatto, il ministero per le Riforme istituzionali a lui non lo davano. ( [...] ) Se Miglio vorrà lasciare la strada della Lega, libero di farlo. Ma vorrei ricordargli che è arrivato alla Lega nel '90 e che, a quell'epoca, il movimento aveva già raggranellato un sacco di consiglieri regionali». In conclusione, per Bossi, Miglio «pare che ponga solo un problema di poltrone e la difesa del federalismo non è questione di poltrone».
Il giorno dopo, 16 maggio 1994, Miglio lasciò la Lega Nord, a suo avviso responsabile di aver abbandonato la spinta federalista-secessionista per seguire una politica di contrattazione con lo Stato centrale, che di fatto la inseriva pienamente nel sistema di potere partitico romano. Di Bossi disse esplicitamente: «Spero proprio di non rivederlo più. ( [...] ). Per Bossi il federalismo è stato strumentale alla conquista e al mantenimento del potere. L'ultimo suo exploit è stato di essere riuscito a strappare a Berlusconi cinque ministri. Tornerò solo nel giorno in cui Bossi non sarà più segretario». Il giorno stesso Miglio uscì dal gruppo parlamentare leghista e s'iscrisse al gruppo misto. Il 1º giugno Miglio fondò un proprio partito, l'Unione Federalista e nello stesso anno il Profesùr pubblicò il libro Io, Bossi e la Lega, in cui raccontò l'esperienza appena conclusasi nella Lega.

#### Dall'opposizione al governo

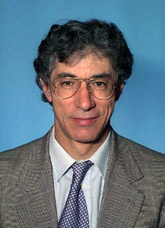
Bossi rieletto alla Camera dei deputati nel 1996

A gennaio 1995 Bossi sostenne, insieme al Partito Democratico della Sinistra e al Partito Popolare Italiano, il governo tecnico guidato da Lamberto Dini, e sempre in quell'anno scelse Va, pensiero di Giuseppe Verdi come inno della Lega. Da allora in poi il Va, pensiero venne eseguito nelle manifestazioni della Lega Nord.
Bossi portò la Lega Nord alle elezioni politiche del 1996 da sola, senza alleati in coalizione. I voti salirono al 10,8% a livello nazionale (29% in Veneto, 26% in Lombardia, 18% in Piemonte); il leader della Lega si ricandidò nel collegio Milano 1, ma ottenne l'11,37% e fu superato sia da Berlusconi in rappresentanza del Polo per le Libertà (51,50%) e Michele Salvati de L'Ulivo (36,27%), venendo comunque ripescato nella quota proporzionale della circoscrizione Lombardia 2. Il 15 settembre, forte del consenso elettorale, Bossi, libero dall'agenda del governo e pure da quella dell'opposizione, annunciò di voler perseguire il progetto dell'indipendenza della Padania. A tal fine organizzò una manifestazione lungo il Po, partendo dalla sua sorgente in Piemonte e arrivando a Venezia, in Riva degli Schiavoni, dove, dopo aver ammainato la bandiera italiana, fece issare quella della Padania col Sole delle Alpi verde in campo bianco e proclamò provocatoriamente l'indipendenza della Repubblica Federale della Padania, leggendo una dichiarazione che affermava: «Noi Popoli della Padania, solennemente proclamiamo: la Padania è una Repubblica federale, indipendente e sovrana...». Nello stesso periodo creò un'assise politica a Mantova, denominata Parlamento del Nord (successivamente Parlamento della Padania), e l'anno successivo portò oltre sei milioni di persone (cifra dichiarata da organi leghisti) a votare sotto i gazebo per il primo governo della Padania. Durante questa fase, ritenendo opportuno dar voce e spazio alla cultura padana, fondò alcuni mezzi di comunicazione, come il quotidiano La Padania, Radio Padania e TelePadania. Bossi ricoprì l'incarico di direttore politico del quotidiano.
Alle elezioni europee del 1999 fu riconfermato nella medesima circoscrizione con 134.618 preferenze.
I rapporti con Berlusconi continuavano a essere tesi. Dalle pagine della Padania, il leader di Forza Italia venne accusato di collusione con la mafia. All'opposizione durante i governi di centro-sinistra (Prodi I, D'Alema I, D'Alema II e Amato II), Bossi riallacciò i rapporti col Polo di centro-destra in occasione delle elezioni regionali del 2000, costituendo l'anno successivo una nuova coalizione, chiamata Casa delle Libertà. L'alleanza vinse le elezioni politiche del 2001, anche se i voti della Lega Nord scesero dal 10% al 3,9%, anche se il segretario fu comunque rieletto alla Camera nel collegio elettorale di Milano 3, ottenendo il 53,06% e superando Alberto Martinelli dell'Ulivo (41,34%). Bossi entrò nel governo, assumendo l'incarico di ministro per le riforme istituzionali e la devoluzione. Lo stesso anno fu eletto per la seconda volta consigliere comunale di Milano con 554 preferenze, dimettendosi l'anno successivo.
Bossi si è sempre schierato contro l'adozione da parte di coppie dello stesso sesso. Nel settembre 2000 affermò che «la Lega Nord è assolutamente contraria alle adozioni artificiali che fanno parte della famiglia artificiale». Sempre nel settembre 2000, durante un comizio a Venezia, Bossi affermò: «I poteri occulti hanno tentato di far passare in Europa, con l'appoggio dei comunisti e delle lobby gay, l'affidamento dei bambini in adozione alle coppie omosessuali. Non abbiamo niente contro gli omosessuali, ma lanciamo un monito alla nuova famiglia Addams. Guai, Europa! Giù le mani dai bambini, sporcaccioni!»
Successivamente Bossi tornò sull'argomento: «I poteri forti sostengono la famiglia omosessuale. Non possono fare figli, e quindi si scardinano i valori. E la sinistra, i nazisti rossi, non amano la famiglia tradizionale. Alleati con i banchieri e i poteri forti, sognano l'utopia» Nei mesi successivi, la Lega Nord raccolse le firme contro il progetto europeo che voleva riconoscere le adozioni per le coppie dello stesso sesso.

### Malattia e rientro in politica
La mattina dell'11 marzo 2004 Bossi venne colpito da un ictus cerebrale, venendo ricoverato in ospedale (portato in urgenza nell'Ospedale Fondazione Macchi di Varese), e le sue condizioni destarono notevoli preoccupazioni fin dall'esordio. La riabilitazione lo costrinse a una lunga degenza ospedaliera presso la clinica Hildebrand di Brissago, nel Canton Ticino, tenuta per lungo tempo (ben 51 giorni) segreta, e a una faticosa convalescenza, che lo portarono ad una lunga interruzione dell'attività politica. Gli furono vicini la moglie Manuela e i figli, la segretaria del Sindacato Padano Rosi Mauro e l'allora presidente della Provincia di Varese Marco Reguzzoni. Nonostante le condizioni di salute (l'emiparesi, conseguenza dell'ictus, gli lasciò un braccio indebolito e la difficoltà a camminare e parlare, menomazioni dalle quali non si è mai del tutto ripreso), alle elezioni europee del 2004 venne ricandidato al Parlamento europeo, per la Lega come capolista nelle circoscrizioni Italia nord-occidentale e nord-orientale, risultando eletto per la quarta volta in quella nord-occidentale con 182.823 preferenze, dimettendosi da deputato e ministro per il seggio europeo.
Lo si rivide solo il 19 settembre nella sua casa a Gemonio e tornò in pubblico gradualmente, prima partecipando il 28 febbraio 2005 nella sede della Lega in via Bellerio a Milano all'inaugurazione dell'asilo nido interno, poi il 6 marzo tiene il suo primo comizio dopo l'ictus nella casa dell'esilio di Carlo Cattaneo a Castagnola, quindi il 19 giugno 2005 ad uno dei tradizionali raduni di Pontida, ma solo dal 15 novembre ritornerà a far politica a Roma ripresentandosi al Senato.
Alla manifestazione di Castagnola (che ha fatto discutere nell'ambiente ticinese) presero parte anche il ministro dell'Economia Giulio Tremonti (legato a Bossi da un patto di leale collaborazione, chiamato dai media «asse del Nord»), il ministro Roberto Calderoli, il ministro della Giustizia Roberto Castelli, il ministro del Lavoro e politiche sociali Roberto Maroni e una delegazione della Lega dei Ticinesi, movimento politico localista a ispirazione cantonale elvetico guidato dall'imprenditore luganese Giuliano Bignasca. Bossi parlò tre volte, per un totale di 15 minuti.
Nella primavera 2006, in occasione delle elezioni politiche di quell'anno, intervenne personalmente a comizi e incontri pubblici a sostegno dei candidati leghisti al Parlamento e alle successive elezioni amministrative. Eletto deputato quale capolista della Lega Nord Padania-Movimento per l'Autonomia, rifiutò il posto per rimanere al Parlamento europeo. Nel 2008 venne rieletto alla Camera e si dimise dal Parlamento europeo, dove fu rieletto nel 2009 nelle tre circoscrizioni del Nord e del Centro conseguendo in tutto oltre 330.000 preferenze con un picco di 171.052 al Nord-Ovest; rinunciò tuttavia al seggio europeo per conservare la carica a livello nazionale. Nominato ministro delle Riforme istituzionali nel governo Berlusconi IV, Bossi nel 2009 presentò la legge delega per la riforma del federalismo fiscale. Restò ministro fino alla fine di tale governo, nel novembre 2011.

#### Manifestazioni leghiste
Il 17 settembre 2006, in occasione del decennale della dichiarazione d'indipendenza della Padania, dal palco galleggiante in Riva degli Schiavoni a Venezia lanciò l'idea di riaprire il Parlamento del Nord, quale punto di contatto fra il cittadino e le istituzioni centrali, e sostenne la necessità di un rinnovamento della classe dirigente leghista nella direzione dei giovani. Il 2 febbraio del 2007 partecipò ai lavori di riapertura del Parlamento del Nord a Vicenza. L'assise padana tornò a riunirsi mensilmente nella città veneta. Verso la fine dell'agosto 2007 tornò a far parlare di sé a causa di una esternazione relativa alla protesta fiscale da lui stesso ideata per far cadere il governo Prodi, affermando: "C'è sempre una prima volta per prendere in mano i fucili", ma anche: "Se la Lombardia non paga, l'Italia muore in 5 giorni".

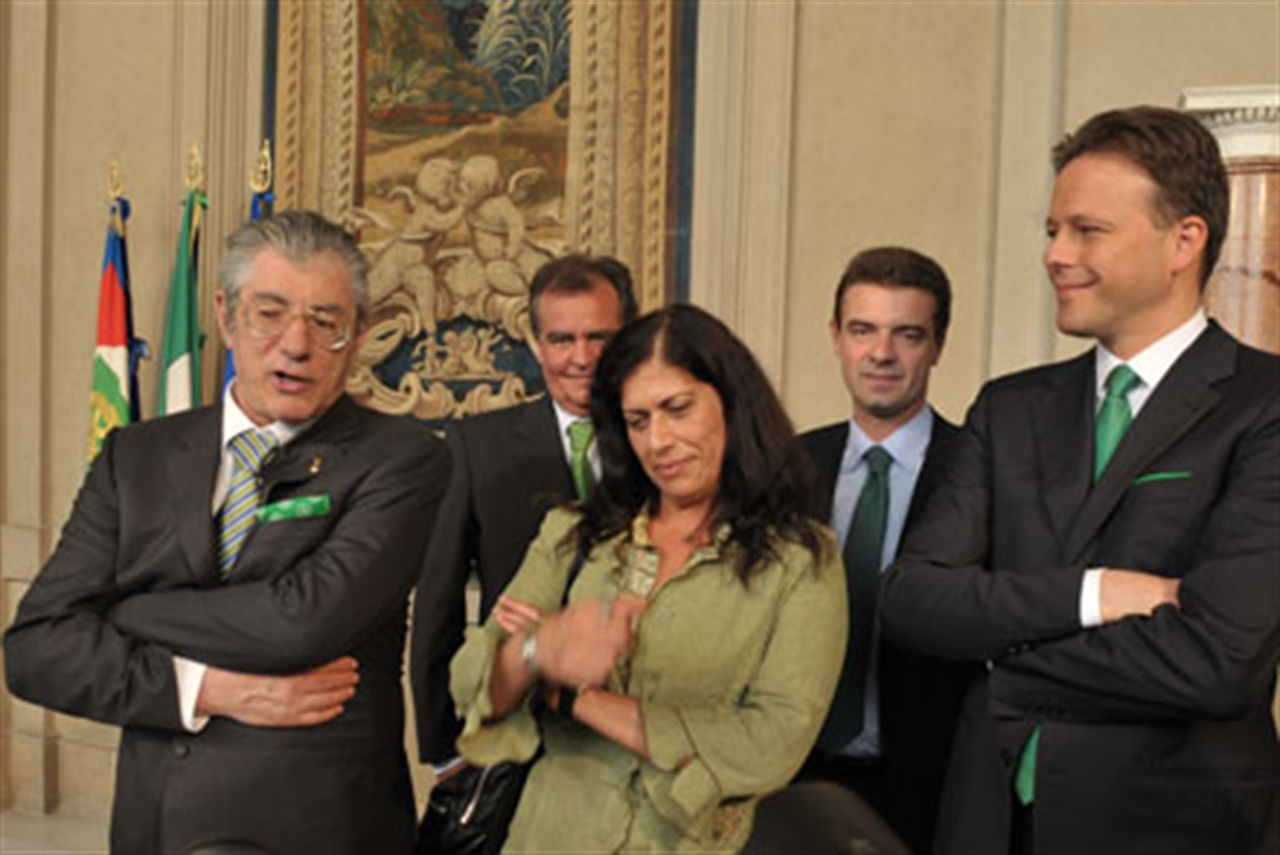
Bossi al Quirinale con Rosi Mauro, Roberto Calderoli, Roberto Cota e Federico Bricolo nel 2008.

Il 5 gennaio 2008 Bossi colse l'occasione d'incontrare il presidente cantonale della Lega dei Ticinesi Giuliano Bignasca, dopo una visita al cardiocentro di Lugano, al fine di discutere delle problematiche politiche dell'area insubre. La riunione si tenne presso il Grott dal Prévat di Bosco Luganese. Alla riunione parteciparono anche il Consigliere di Stato ticinese Marco Borradori e il deputato Norman Gobbi. Per la Lega Nord era presente il presidente della Provincia di Como Leonardo Carioni. Si parlò soprattutto di trasporti e in particolare del prolungamento della NTFA oltre la frontiera e dei progetti per l'aeroporto lombardo della Malpensa. Gli svizzeri decisero di partecipare con una delegazione della loro Lega alla manifestazione federale dei Lumbard programmata per il 10 febbraio contro la possibilità di declassamento dell'aeroporto e la vendita dell'Alitalia alla compagnia di bandiera francese Air France.
Il 20 luglio 2008, parlando al congresso della Liga Veneta a Padova, citando una traccia dell'inno di Mameli - dove si dice Ché schiava di Roma - puntò a tal proposito il dito medio esprimendo il suo dissenso alla schiavitù della Padania. Inoltre, in riferimento anche alla bocciatura del figlio Renzo agli esami di maturità per il secondo anno consecutivo, esortò a una riforma scolastica, da fare dopo quella federalista, dove non sia previsto l'insegnamento da "gente (gli insegnanti) non dal nord", accusata di "martoriare" gli studenti settentrionali.
Il 13 settembre 2009 a Venezia, durante la festa dei popoli padani, annuale festa della Lega Nord, durante il comizio davanti a decine di migliaia di militanti, sostenitori e simpatizzanti, disse: "Il federalismo non basta più, la Padania un giorno sarà uno Stato libero, indipendente e sovrano; saremo liberi con le buone o con le meno buone. I padani non hanno paura del carcere per ottenere la loro libertà!".

### Dimissioni da segretario federale della Lega

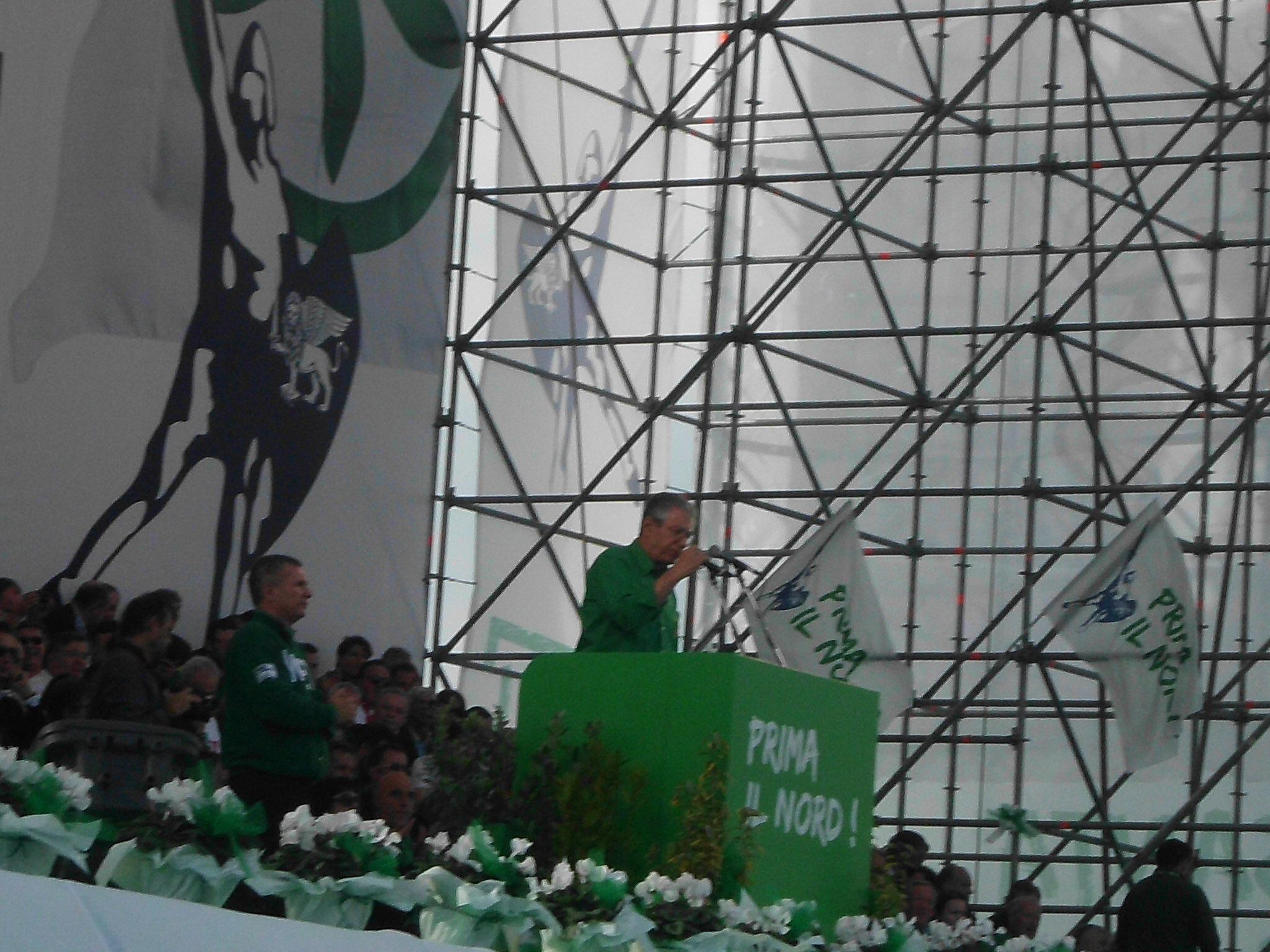
Discorso di Bossi alla festa dei popoli padani a Venezia nel 2012

Il 5 aprile 2012, nel corso del consiglio federale della Lega Nord organizzato per nominare un nuovo tesoriere del partito, Bossi annuncia a sorpresa le proprie dimissioni irrevocabili da segretario federale del partito, motivato la propria scelta spiegando di voler tutelare il partito e al tempo stesso la propria famiglia dalle inchieste delle procure di Milano, Napoli e Reggio Calabria dalla quale parrebbe che parte dei soldi della Lega Nord siano stati utilizzati dalla famiglia Bossi. Nel corso del medesimo consiglio federale venne nominato presidente federale della Lega Nord, succedendo ad Angelo Alessandri, e a succedergli nel ruolo di segretario federale fu un triumvirato composto da Roberto Maroni, Roberto Calderoli e Manuela Dal Lago, rimasto in carica fino alla celebrazione del V congresso federale "Prima il Nord!" svoltosi ad Assago tra il 30 giugno e il 1º luglio dello stesso anno, dove venne eletto come segretario lo stesso Maroni, leader dell'omonima corrente “maroniana” rivale a quella campeggiata da Bossi stesso.

### Ritorno e sconfitta contro Salvini
Dopo le dimissioni da segretario, Bossi si allontanò dalla scena politica, diradando le sue apparizioni pubbliche, venendo comunque ricandidato alla Camera, venendo rieletto deputato.
Al raduno di Pontida del 2013 ritornò pubblicamente sulla scena politica e, in vista delle elezioni primarie della Lega Nord di fine anno, si candida alla segreteria del partito, andando a sfidare Matteo Salvini, europarlamentare e segretario della Lega Lombarda, dove viene sconfitto ottenendo il 18,34% dei voti contro l'81,66% di Salvini che assume la guida del partito.

### Ritorno al Senato

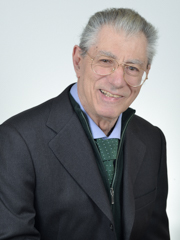
Umberto Bossi rieletto al Senato nel 2018.

Alle elezioni politiche del 2018 viene ricandidato al Senato della Repubblica, tra le liste della Lega per Salvini Premier nel collegio plurinominale Lombardia - 03, tornando a Palazzo Madama.
Il 15 febbraio 2019 è stato ricoverato in elisoccorso all'ospedale di Varese, in rianimazione, per un malore avuto nella sua abitazione di Gemonio (Varese).
Agli inizi del 2020, a pochi giorni dalla decisione di Matteo Salvini di rifondare la Lega per Salvini premier e di commissariare gli organi della Lega Nord, intervistato da Gad Lerner per La Repubblica, Bossi manifesta il suo dissenso e la contrarietà per la svolta nazionalista di Salvini nel tentativo di trovare sostegno nel meridione, che secondo lui non ha portato a molto, e che bisogna ancora puntare sull'autonomia del Nord Italia, coltivando anche buoni rapporti con la sinistra.

### Rielezione alla Camera
Alle elezioni politiche anticipate del 2022 viene ricandidato alla Camera, come capolista per la Lega per Salvini Premier nel collegio plurinominale Lombardia 2 - 01, venendo rieletto deputato per la XIX legislatura, risultando il deputato in carica più anziano e, con la morte di Silvio Berlusconi avvenuto il 12 giugno 2023, anche il parlamentare eletto. Durante quei giorni sembrava che Bossi non fosse stato eletto, per via di un errore nel calcolo fatto sul sito del ministero dell'Interno e il cosiddetto "effetto flipper" della legge elettorale Rosatellum, tant'è che venne riportato come ufficiale sia da alcuni giornali che da esponenti della Lega, con lo stesso Bossi che commentò la sua mancata rielezione come se fosse ufficiale, e il segretario federale della Lega Salvini aveva detto che lo avrebbe proposto come senatore a vita, ma alla fine risultò eletto nel suo collegio, comparendo tra gli eletti sul sito dell’Interno.
Dopo il cattivo risultato elettorale della Lega alle politiche, il 1º ottobre 2022 Bossi fonda l'associazione "Comitato del Nord", una sorta di corrente interna alla Lega, critica della strategia nazionale di Salvini e che propone un ritorno alle istanze autonomistiche del Nord Italia. Il 28 dello stesso mese viene diffidata dalla Lega per Salvini premier ad usare nome e simbolo del partito, la quale afferma "la totale estraneità di Lega per Salvini premier rispetto all'iniziativa in questione, promossa da un soggetto giuridico distinto dal partito e in nessun modo ad esso collegato", in quanto Bossi legalmente non fa parte della nuova Lega bensì della vecchia Lega Nord, soggetto giuridico distinto dalla prima.
Alle elezioni europee del 2024 Bossi, a sorpresa, tramite l'ex deputato Paolo Grimoldi fa sapere di aver votato Forza Italia per dare la preferenza a Marco Reguzzoni, ex deputato leghista e candidato come indipendente, chiedendo ai suoi seguaci di fare lo stesso. Grimoldi viene poi espulso dalla lega e fonda una propria associazione autonomista e settentrionalista "Patto per il Nord", di cui Bossi diventerà presidente ad honorem ricevendo la tessera n.° 1.
Ad agosto 2024 circola la notizia falsa sulla morte di Bossi, in condizioni di salute precarie già da molto tempo, che viene smentita sia dal figli Renzo su Adnkronos che da altri esponenti della Lega.

## Controversie e procedimenti giudiziari

### Processo ENIMONT

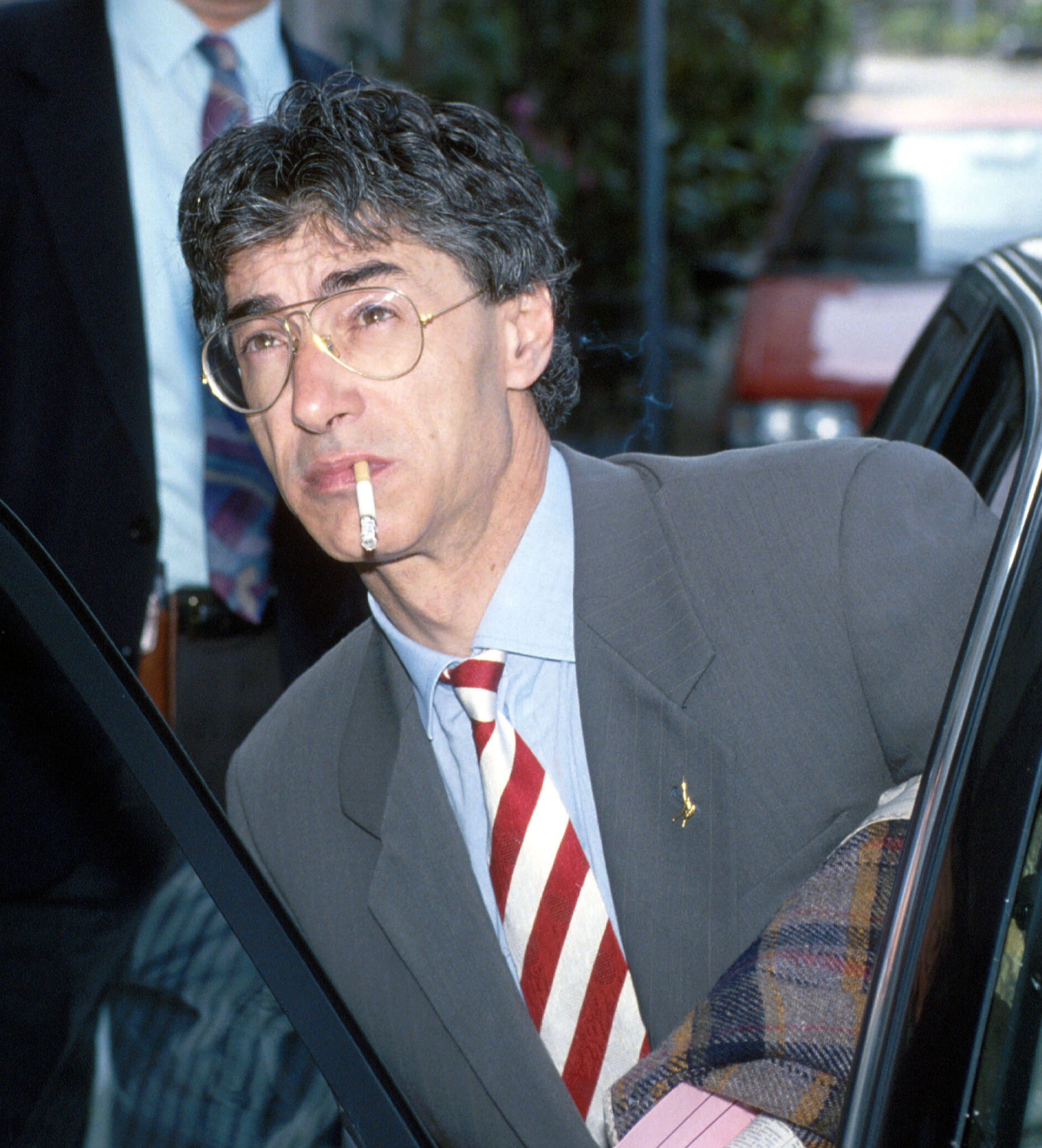
Umberto Bossi nel 1993

Il 5 gennaio 1994, nel corso del processo ENIMONT, Bossi aveva riconosciuto la colpevolezza dell'amministratore federale della Lega Alessandro Patelli, relativamente a un finanziamento illecito ricevuto dallo stesso da parte di Carlo Sama della Montedison. Dopo aver restituito integralmente la somma di 200.000.000 di lire, raccolta dagli stessi militanti leghisti, e dopo l'allontanamento dal partito di Patelli, Bossi è stato condannato in via definitiva dalla Corte di cassazione a 8 mesi di reclusione per violazione della legge sul finanziamento pubblico ai partiti.

### Fatti di via Bellerio
Per i fatti di via Bellerio del 18 settembre 1996, che videro opposti alcuni militanti leghisti ad agenti di polizia inviati col compito di effettuare una perquisizione della sede del partito su ordine della magistratura della città di Verona, Bossi è stato condannato a 4 mesi, 20 giorni in meno rispetto a Roberto Maroni.

### Vilipendio alla bandiera italiana
Bossi è stato condannato in contumacia ad 1 anno e 4 mesi di reclusione per il reato di vilipendio alla bandiera italiana per averla in due occasioni, il 26 luglio e il 14 settembre 1997, pubblicamente offesa: nella prima ha usato la frase "Quando vedo il tricolore mi incazzo. Il tricolore lo uso per pulirmi il culo"; nel secondo caso, rivolto a una signora che esponeva il tricolore, ha detto "Il tricolore lo metta al cesso, signora", chiosando "Ho ordinato un camion di carta igienica tricolore personalmente, visto che è un magistrato che dice che non posso avere la carta igienica tricolore". Il Tribunale di Como ha concesso a Bossi il beneficio della sospensione condizionale della pena e della non menzione della condanna nel certificato del casellario giudiziale. Il 15 giugno 2007 la Prima sezione penale della Cassazione, respingendo il ricorso presentato dalla difesa, lo ha condannato in via definitiva.
Per il secondo evento si è ricorso alla Camera dei deputati, nel gennaio 2002, che non ha concesso l'autorizzazione a procedere nei confronti di Bossi, allora Ministro per le riforme, con l'accusa di vilipendio alla bandiera, ma la Consulta ha annullato la delibera di insindacabilità parlamentare, nella sentenza 249 del 28 giugno 2006.
Grazie alle modifiche intervenute con l'art. 5 della Legge 24 febbraio 2006, n. 85 "Modifiche al codice penale in materia di reati di opinione", che all'art. 5 modifica l'art. 292 del Codice Penale "Vilipendio o danneggiamento alla bandiera o ad altro emblema dello Stato", Bossi, originariamente condannato in via definitiva ad 1 anno e 4 mesi, ha visto la pena commutata nel pagamento di una sanzione di 3 000 euro. Aveva inizialmente chiesto che anche la multa gli venisse tolta, in quanto europarlamentare, ma la Cassazione aveva rigettato il ricorso, confermando la condanna a pagare 3 000 euro di multa, sebbene poi la sanzione sia stata interamente coperta da indulto.

### Vilipendio al Capo dello Stato
Bossi è stato processato per giudizi sul conto di Oscar Luigi Scalfaro espressi nel 1993; è stato assolto il 7 ottobre 1998 dal Tribunale di Milano, che ha riconosciuto l'insindacabilità delle opinioni espresse.
Il 12 settembre 2018 viene condannato dalla Corte suprema di Cassazione ad 1 anno e 15 giorni di reclusione per vilipendio al Presidente della Repubblica, nonché al pagamento di una multa di 2 000 euro alla Cassa delle ammende. I fatti contestati risalgono al 29 dicembre 2011 quando, ad Albino (Bergamo), Bossi aveva partecipato alla seconda edizione della festa locale "Berghém Frecc" organizzata dalla Lega. In quell'occasione l’ex leader della Lega insultò l’allora Presidente della Repubblica, Giorgio Napolitano, chiamandolo «terrone», e rivolgendogli il gesto delle corna nonché all'allora Presidente del Consiglio Mario Monti. Tali condotte indussero alcuni cittadini a presentare un esposto alla Procura di Bergamo, competente a procedere contro Bossi. In primo grado, il tribunale di Bergamo nel 2015 lo condannò a 18 mesi, pena poi ridotta in appello e confermata in Cassazione, sentenza però sospesa per le condizioni di salute dell'imputato.
Il 5 dicembre 2019 il Presidente della Repubblica Sergio Mattarella, successore di Napolitano, emise un decreto presidenziale di grazia per Bossi.

### Diffamazione dei magistrati
Nel novembre 1995 Bossi viene condannato a 5 mesi di reclusione dal tribunale di Brescia per diffamazione pluriaggravata nei riguardi di Agostino Abate, sostituto procuratore di Varese, per eventi accaduti durante dei comizi. Nel settembre 1996 è stato iscritto nel registro degli indagati dalla procura di Padova per avere rivolto minacce alla magistratura.

### Attentato ai diritti politici dei cittadini
Il 7 maggio 1999 i giudici della Corte d'appello di Brescia condannarono Bossi a un anno per istigazione a delinquere ai danni di Gianfranco Fini e di altri esponenti di Alleanza Nazionale (AN). Gli avvenimenti risalgono al 4 agosto 1995 quando, nel corso di due comizi a Brembate e ad Albano Sant'Alessandro, nella provincia bergamasca, aveva invitato i leghisti a cercare "casa per casa i fascisti", includendo gli esponenti di AN, definiti "il fetore peggiore del Parlamento".

### Centomila bergamaschi armati
Bossi è stato condannato a un anno di reclusione in primo grado per aver affermato che 100mila bergamaschi erano pronti per lottare con le armi per la secessione.

### Scandalo dei rimborsi elettorali

#### Truffa ai danni dello Stato
A maggio 2012 Bossi è stato iscritto nel registro degli indagati dalla procura di Milano con l'accusa di truffa ai danni dello Stato a causa dello scandalo dei rimborsi elettorali, ossia di aver usato denaro pubblico per esigenze personali (nell'ambito del cosiddetto scandalo Belsito).
Il 5 febbraio 2015 la Procura della Repubblica presso il Tribunale di Genova ha chiesto di rinviare a giudizio Bossi e il tesoriere Francesco Belsito per truffa sui rimborsi elettorali ai danni dello Stato (40 milioni di euro). L'inchiesta, da Milano, era stata trasferita a Genova per competenza territoriale. Nel 2018 è stato condannato a 1 anno e 10 mesi per aver sottratto indebitamente allo stato circa 49 milioni di euro. Nell'agosto del 2019 è stato prescritto il reato di truffa per Bossi e Belsito; la Cassazione ha confermato la confisca dei 49 milioni di euro alla Lega, mentre sono cadute le confische personali.

#### Appropriazione indebita
Il 27 marzo 2017 nel processo "The family" il PM della Procura di Milano Paolo Filippini ha chiesto per Bossi 2 anni e 3 mesi e 700 euro di multa per appropriazione indebita dei fondi del partito; per il figlio Renzo sono stati chiesti 1 anni e 6 mesi (l'altro figlio Riccardo con rito abbreviato era stato condannato alla stessa pena), mentre per Francesco Belsito 2 anni e 6 mesi. Bossi senior avrebbe speso 208 000 euro di fondi del partito per sue esigenze personali. Il 10 luglio l'ex leader del Carroccio è stato condannato a 2 anni e 3 mesi. Il 23 gennaio 2019, dopo 7 anni circa, si è chiuso il processo per i Bossi, poiché la IV Corte d’appello di Milano ha disposto il non luogo a procedere in virtù della mancata querela presentata nei loro confronti da parte della vittima, ovvero la Lega, in base a una norma introdotta dal governo Gentiloni: il Carroccio aveva querelato solo l'ex tesoriere Francesco Belsito, che è stato così l'unico condannato.

## Rappresentazioni nei media
- 1992 - serie TV (2015) - con Guido Buttarelli nei panni di Umberto Bossi
- 1993 - serie TV (2017) - con Pieraldo Girotti nei panni di Umberto Bossi
- 1994 - serie TV (2019) - con Paolo Mazzarelli nei panni di Umberto Bossi
- Umberto B. - Il Senatur, regia di Francesco Amato - documentario (2019)

## Opere
- Vento dal Nord, con Daniele Vimercati, Milano, Sperling & Kupfer, 1992. ISBN 88-200-1309-6
- La Rivoluzione, con Daniele Vimercati, Milano, Sperling & Kupfer, 1993. ISBN 88-200-1569-2
- Tutta la verità, Milano, Sperling & Kupfer, 1995. ISBN 88-200-1962-0
- Il mio progetto, Milano, Sperling & Kupfer, 1996. ISBN 88-200-2316-4
- La rivoluzione del sorriso. Le tappe dell'indipendenza della Padania. 15 settembre 1996-14 settembre 1997, Milano, Editoriale Nord, 1997.
- Processo alla Lega, con Daniele Vimercati, Milano, Sperling & Kupfer, 1998. ISBN 88-200-2763-1
- La Lega (1979-1989), Varese, «I Quaderni de la Padania», Editoriale Nord, 1999.